# Comité pour la commémoration des origines : de la Gaule à la France
Le Comité pour la commémoration des origines : de la Gaule à la France est un organisme français ayant existé en 1996-1997, pour parrainer et coordonner les manifestations publiques organisées à l'occasion de la célébration du 1500e anniversaire du baptême de Clovis et du 1600e anniversaire de la mort de Martin de Tours.
Les célébrations comprennent notamment une visite pastorale du pape Jean-Paul II le 22 septembre 1996 à la cathédrale Notre-Dame de Reims.

## Histoire
S'inscrivant dans la politique de commémoration qui a vu la célébration du millénaire capétien en 1987, puis le bicentenaire de la Révolution en 1989, la création du Comité est le résultat d'un processus mené successivement par plusieurs gouvernements entre 1991 et 1996.
Il prend la suite de « Mémoire du baptême de Clovis », une association locale créée à Reims le 12 décembre 1992 et regroupant l'archevêché de Reims, la municipalité de Reims, l'Université de Reims, le Conseil général de la Marne et le Conseil régional de Champagne-Ardenne.
Le Comité est créé par le décret du 11 mars 1996, lequel prévoit la fin de ses activités au 31 décembre 1997.
Il est installé le 2 avril 1996 par le Premier ministre, Alain Juppé.

## Critiques
Le Comité a été l'objet de polémiques en raison de la dimension religieuse qui s'attache à ces célébrations, dans un pays laïc ; et plus particulièrement en raison du choix de ses membres (le gouvernement ayant cédé aux évêques qui exigeaient la présence parmi les membres d'un historien qui ne soit pas issu de l'École des Annales, jugée trop laïque).

## Composition
Le comité est placé sous le haut patronage du président de la République, Jacques Chirac.
Il est composé comme suit :
- Direction :
  - Président : Marceau Long, vice-président honoraire du Conseil d'État
  - Vice-président : Jacques Rigaud, conseiller d'État honoraire, administrateur délégué de la Compagnie luxembourgeoise de télédiffusion
  - Vice-président délégué : Bernard Billaud (d), conseiller maître à la Cour des comptes
- Membres de droit :
  - Gouvernement :
    - le Premier ministre ou son représentant
    - le ministre de l'Éducation nationale, de l'Enseignement supérieur et de la Recherche ou son représentant
    - le ministre des Affaires étrangères ou son représentant
    - le ministre de l'Intérieur ou son représentant
    - le ministre de la Culture ou son représentant

  - Parlement :
    - un député, désigné par le président de l'Assemblée nationale
    - un sénateur, désigné par le président du Sénat

  - Maires :
    - le maire de Paris ou son représentant
    - le maire de Reims ou son représentant
    - le maire de Tours ou son représentant

  - le chancelier de l'Institut de France ou son représentant
- Personnalités :
  - Représentants religieux :
    - Jean Balland, archevêque de Lyon, primat des Gaules
    - Gérard Defois, archevêque de Reims
    - Joseph Duval, archevêque de Rouen, président de la conférence des évêques de France
    - Jean-Marie Lustiger, archevêque de Paris, cardinal
    - Jean Honoré, archevêque de Tours
    - Joseph Sitruk, grand-rabbin de France
    - Jacques Stewart, président du conseil de la Fédération protestante de France

  - Universitaires :
    - Hélène Carrère d'Encausse, de l'Académie française
    - Pierre Chaunu, membre de l'Institut de France
    - Alain Decaux, de l'Académie française
    - Georges Duby, de l'Académie française
    - Jean Favier, membre de l'Institut, président de la Bibliothèque nationale de France
    - Michel Fleury, archéologue, président honoraire de l'École pratique des hautes études
    - François Furet, ancien président de l'École des hautes études en sciences sociales, professeur à l'université de Chicago
    - Jacques Le Goff, directeur d'études à l'École des hautes études en sciences sociales
    - Emmanuel Le Roy Ladurie, professeur au Collège de France
    - André Miquel, administrateur du Collège de France
    - Pierre Nora, directeur d'études à l'École des hautes études en sciences sociales

Le secrétariat est assuré par la délégation aux commémorations nationales.

## Activités
Le comité a notamment organisé, avec la IVe section (Sciences historiques et philologiques) de l'École pratique des hautes études, le colloque La France, l'Église, quinze siècles déjà, qui s'est tenu à la Sorbonne les 10 et 11 mai 1996. Jean-François Boulanger, de l'Université de Reims Champagne-Ardenne, voit dans ce colloque une forme de débat et de « liberté universitaire » qui n'existaient pas dans les célébrations du précédent centenaire du baptême de Clovis, organisées en 1896 par le cardinal et archevêque de Reims Benoît Langénieux.
Sous le patronage du comité s'est également déroulé le congrès Le baptême de Clovis, l'événement, son écho à travers l'histoire au Palais des congrès de Reims du 19 au 25 septembre 1996, sous la direction de Michel Rouche, professeur à l'Université de Paris IV-Sorbonne, avec le concours du CNRS et d'une dizaine d'universités et établissements d'enseignement supérieur.